# Tichý Don (seriál)
Tichý Don (v ruském originále Тихий Дон, tj. Tichij Don, anglickém Quiet Flows the Don, italském Il placido Don) je sedmidílný televizní seriál z roku 2006, který natočil režisér Sergej Bondarčuk podle stejnojmenného románu od Michaila Šolochova. Byl to Bondarčukův poslední režijní počin. Seriál byl natočen v koprodukci Ruska, Spojeného království a Itálie. Existuje také filmový sestřih vlastněný společností International Cinema Company, který byl uveden v Evropě.

## Historie

### Příprava
Nápad na filmovou adaptaci Šolochovova románu se Bondarčukovi zrodil v polovině šedesátých let 20. století, kdy se připravoval film Vojna a mír, a vydal se za Šolochovem na konzultaci. Spisovatel Bondarčuka od uvedení Tolstého eposu zrazoval a nabídl mu, aby se ujal Tichého Donu, neboť s filmem Sergeje Gerasimova z roku 1958 nebyl zcela spokojen. V roce 1975 se v tisku objevila zpráva, že se Bondarčuk chystá režírovat nový vícedílný film podle Šolochovova románu. Tehdy však Bondarčuk nedostal „požehnání“ svého učitele Sergeje Gerasimova: „Nech mě v klidu umřít, Serjožo, a pak natoč film, jak si myslíš.“.
K myšlence filmovat se Bondarčuk vrátil až s nástupem perestrojky, již po smrti Šolochova a Gerasimova. V roce 1986 Bondarčuk v jednom rozhovoru řekl, že práce na filmu začaly. Jak vzpomínala Olga Kabo, žákyně Sergeje Bondarčuka: „Byl v ráži a básnil o Tichém Donu. Celé čtyři roky studia jsme si připravovali úryvky z románu, zkoušeli jeho obrazy... Nakonec se Sergej Fjodorovič pustil do Tichého Donu a natočil pro nás, téměř své absolventy, filmovou zkoušku.“
Na začátku roku 1990 byla uzavřena předběžná dohoda s Goskinem a Sergej Bondarčuk začal připravovat scénář nejprve patnáctidílného a poté jedenáctidílného filmu. Na realizaci v SSSR se však nenašly žádné prostředky.
S pomocí režiséra Aliho Chamrajeva vyšel Bondarčuk vstříc italskému producentovi Enzu Rispolimu. V lednu 1990 byla podepsána smlouva mezi studiem „Vremja“ (ředitel Bondarčuk) a italskou firmou „International Cinema Company“ na natočení desetidílné televizní verze a pětihodinové filmové verze. Podle podmínek smlouvy byli do hlavních rolí přizváni zahraniční herci a jazykem filmu byla angličtina.

### Natáčení a střih
Natáčení probíhalo v Rusku a na Ukrajině. Většina natáčení probíhala poblíž farmy Kalininskij, na pravém břehu Donu, poblíž vesnice Vjošenskaja.
Hlavní potíže při práci způsoboval fakt, že značná část hereckého obsazení byla ruskojazyčná. Herci se museli narychlo naučit anglicky nebo se text role naučit nazpaměť. Vladimir Gostjuchin málem zemřel při natáčení epizody Petra, když zmrzlý italský pyrotechnik špatně nastavil nálož, která měla vytvořit iluzi zranění, a mikrovýbuch směřoval na hercův hrudník. Sovětští a ruští herci dostávali 500 dolarů za natáčecí den, zatímco zahraniční herci byli placeni od 10 000 dolarů. Problémy začaly, když banka přestala projekt financovat a objevila se otázka zastavení natáčení. Sovětští herci Bondarčukovi oznámili, že jsou připraveni natáčet zadarmo, a měsíc se hrálo bez honoráře. Cizinci byli pobouřeni, odmítli pracovat a natáčení dokončili jen z úcty k režisérovi.
Film obsahuje rozsáhlé válečné scény: v jedné scéně se objevilo až 2 000 jezdců. Film z roku 1992 byl jedním z posledních velkých filmových projektů, kde byly bitevní scény natočeny naživo a bez pomoci počítačových speciálních efektů.
Po jedenácti měsících natáčení odjel Bondarčuk 10. srpna 1992 do Itálie, aby film sestříhal a daboval. Střih začal v italském studiu Cinecittà a trval asi 6 měsíců. Současně začaly soudní spory mezi ruskou a italskou stranou. Podle verze producentů došlo během natáčení k překročení rozpočtu (rozpočet filmu činil asi 10 milionů dolarů) a v roce 1992 společnost International Cinema Company ohlásila bankrot. Podle jiné verze bylo v portfoliu italské filmové společnosti současně několik drahých filmů ve výrobě a ta přecenila své možnostmi. Nedokončenou verzi filmu a všechny pracovní materiály zabavila věřitelská italská banka a Bondarčuk zemřel, aniž by svůj poslední film viděl na plátnech kin.

### 1994–2006
V letech 1994–2004 se vdova po režisérovi Irina Skobcevová a syn Fjodor opakovaně pokoušeli vyřešit právní problémy a vrátit film do Ruska. V roce 2005 po dlouhých jednáních zakoupil První kanál za účasti Michaila Švydkova, Konstantina Ernsta a Vladimira Poznera pracovní materiály – asi 160 tisíc metrů filmu. Syn režiséra – Fjodor Bondarčuk začal film stříhat. Kromě toho také dokončil natáčení několika menších scén, především záběrů přírody, nezbytných pro celistvost děje.
Dne 7. listopadu 2006 měl film premiéru na Prvním kanálu (Первый канал) v seriálové podobě. Fjodor Bondarčuk film obnovil z pracovních materiálů a stal se režisérem televizní verze. Distributorem DVD verze seriálu byla společnost First Video Company.
V Itálii je k dispozici režisérská desetidílná verze seriálu, kterou sestříhal sám Sergej Bondarčuk.